# Juliane Elisabeth von Wallenstein
Juliane Elisabeth von Wallenstein, född 1618, död 1692, var en dansk hovfunktionär.
Hon var hovmästarinna till Danmarks drottning mellan 1677 och 1692.